# Consejo Superior de los Colegios de Arquitectos de España
Der Consejo Superior de los Colegios de Arquitectos de España (CSCAE), der Hohe Rat der Architekten Spaniens, ist der etablierteste Berufs- und Interessenverband der Architekten in Spanien.
Die Basis für den CSCAE wurde vom Kollegium der Architekten bereits 1929 geschaffen. Aufgrund eines vorläufigen Regierungsbeschlusses 13. Juni 1931 erfolgte die gesetzliche Gründung im gleichen Jahr mit der Ratifizierung am 4. November durch den spanischen Verfassungshof (Cortes Constituyentes). Der Sitz des CSCAE ist in der Paseo de la Castellana in Madrid, Präsident ist derzeit Carlos Hernández Pezzi.
Ursprünglich gehörten dem CSCAE, dem heute über 30 regionale Kollegien angehören, nur sechs Kollegien an:
- Kollegium der Provinzen A Coruña, Lugo, Ourense, Pontevedra, Oviedo, León, Zamora, Salamanca und Palencia mit Sitz in der Stadt León
- Kollegium der Provinzen Álava, Vizcaya, Guipúzcoa und Navarra mit Sitz in Bilbao
- Kollegium der Provinzen Lleida, Girona, Barcelona, Tarragona, Huesca, Saragossa, Teruel, Logroño und Baleares mit Sitz in der Stadt Lleida
- Kollegium der Provinzen Santander, Burgos, Soria, Segovia, Ávila, Madrid, Toledo, Ciudad Real, Cuenca, Guadalajara, Cáceres, Badajoz und Valladolid mit Sitz in der Hauptstadt Madrid
- Kollegium der Provinzen Castellón, Valencia, Alicante, Albacete und Murcia mit Sitz in der Stadt Valencia
- Kollegium der Provinzen Huelva, Sevilla, Córdoba; Jaén, Granada, Almería; Málaga, Cádiz, Marruecos und Canarias mit Sitz in der Stadt Sevilla